# Shade 45
Shade 45 est une radio américaine fondée par le rappeur Eminem. Elle commence à diffuser en octobre 2004 sur la chaîne 66 de XM Satellite Radio, puis sur la chaîne 45 de Sirius XM Radio channel.
On y retrouve régulièrement les DJ : DJ Kay Slay, DJ Muggs, Angela Yee, DJ Tony Touch, DJ Clinton Sparks, DJ Lord Sear, Statik Selektah, Rude Jude, DJ Drama, DJ Wonder, DJ Whoo Kid et plus récemment DJ Self, Mz Stylez, Kimmi Cupcakes et Sydney Symoné